# Jurbanita
La jurbanita és un mineral de la classe dels sulfats. Rep el seu nom per Joseph John Urban (1915–1997), col·leccionista de minerals nord-americà que es va observar per primera vegada el material.

## Característiques
La jurbanita és un sulfat de fórmula química Al(SO₄)(OH)(H₂O)₄·H₂O. Va ser aprovada com a espècie vàlida per l'Associació Mineralògica Internacional l'any 1974. Cristal·litza en el sistema monoclínic. Es troba en forma de cristalls prismàtics curts, dominat per {110} i {011}, de fins 0,3 mil·límetres; comunament en forma d'estalactita o de crostes. La seva duresa a l'escala de Mohs és 2,5. És una espècie dimorfa de la rostita.
Segons la classificació de Nickel-Strunz, la jurbanita pertany a «07.DB: Sulfats (selenats, etc.) amb anions addicionals, amb H₂O, amb cations de mida mitjana només; octaedres aïllats i unitats finites» juntament amb els següents minerals: aubertita, magnesioaubertita, svyazhinita, khademita, rostita, minasragrita, ortominasragrita, anortominasragrita, bobjonesita, amarantita, hohmannita, metahohmannita, aluminocopiapita, calciocopiapita, copiapita, cuprocopiapita, ferricopiapita, magnesiocopiapita i zincocopiapita.

## Formació i jaciments
És un mineral secundari rar que es troba en els túnels humits en parts oxidades de dipòsits de sulfurs en roques aluminoses; aparentment dipositada directament a l'aigua de la mina a aproximadament 27◦C i un 100% d'humitat. Sol trobar-se associada a altres minerals com: epsomita, hexahidrita, pickeringita, starkeyita, rostita, guix, metavoltina, ferrinatrita, sideronatrita, tamarugita o uklonskovita. Va ser descoberta l'any 1974 a la mina San Manuel, a San Manuel (Arizona, Estats Units).